# Lam Ue
Lam Ue is een bestuurslaag in het regentschap Aceh Besar van de provincie Atjeh, Indonesië. Lam Ue telt 220 inwoners (volkstelling 2010).